# Мускатевиц, Николь
Нико́ль Муска́тевиц (нем. Nicole Muskatewitz; 6 августа 1994; Германия) — немецкая кёрлингистка.

## Достижения
- Чемпионат Германии по кёрлингу среди женщин: золото (2013, 2014), серебро (2016), бронза (2015).
- Зимние юношеские Олимпийские игры (смешанные пары): золото (2012).

## Команды
| Сезон                                               | Четвёртый         | Третий            | Второй            | Первый            | Запасной                                                           | Турниры                                           |
| --------------------------------------------------- | ----------------- | ----------------- | ----------------- | ----------------- | ------------------------------------------------------------------ | ------------------------------------------------- |
| 2011—12                                             | Айлин Лутц        | Фредерике Маннер  | Николь Мускатевиц | Клаудия Беер      | Lisa-Marie Ritter тренер: Сина Фрей                                | ПЕКЮ 2012 (9 место)                               |
| 2012—13                                             | Андреа Шёпп       | Имоген Леман      | Коринна Шольц     | Стелла Хайсс      | Николь Мускатевиц тренеры: Райнер Шёпп (ЧЕ, ЧМ) Мартин Байзер (ЧЕ) | ЧГЖ 2013 · ЧЕ 2012 (7 место) · ЧМ 2013 (11 место) |
| 2012—13                                             | Айлин Лутц        | Фредерике Маннер  | Николь Мускатевиц | Клаудия Беер      | Майке Беер тренер: Сина Фрей                                       | ПЕКЮ 2013                                         |
| 2013—14                                             | Андреа Шёпп       | Имоген Леман      | Коринна Шольц     | Стелла Хайсс      | Николь Мускатевиц тренеры: Райнер Шёпп                             | ЧЕ 2013 (8 место)                                 |
| 2013—14                                             | Имоген Леман      | Коринна Шольц     | Николь Мускатевиц | Стелла Хайсс      | Клаудия Беер (ЧМ) тренер: Хольгер Хёне                             | ЧГЖ 2014 · ЧМ 2014 (8 место)                      |
| 2014—15                                             | Имоген Леман      | Коринна Шольц     | Стелла Хайсс      | Николь Мускатевиц |                                                                    | ЧГЖ 2015                                          |
| 2015—16                                             | Майке Беер        | Сина Фрей         | Николь Мускатевиц | Карола Синц       |                                                                    | ЧГЖ 2016                                          |
| 2016—17                                             | Майке Беер        | Клаудия Беер      | Эмира Аббес       | Николь Мускатевиц | тренер: Свен Гольдеман                                             | ЗУ 2017 (8 место)                                 |
| Кёрлинг среди смешанных команд (mixed curling)      |                   |                   |                   |                   |                                                                    |                                                   |
| 2011—12                                             | Даниэль Ротбаллер | Фредерике Маннер  | Кевин Леманн      | Николь Мускатевиц | тренер: Хольгер Хёне                                               | ЗЮОИ 2012 (15 место)                              |
| Кёрлинг среди смешанных пар (mixed doubles curling) |                   |                   |                   |                   |                                                                    |                                                   |
| 2011—12                                             | Михаэль Бруннер   | Николь Мускатевиц |                   |                   | тренер: Бриджит Бруннер                                            | ЗЮОИ 2012                                         |

(скипы выделены полужирным шрифтом)